# ジョン・スペンサー・ブルース・エクスプロージョン
ジョン・スペンサー・ブルース・エクスプロージョン (英: The Jon Spencer Blues Explosion) は、1991年に結成された、アメリカ合衆国ニューヨーク州出身のロック・バンド。バンド名が長いため「JSBX」や日本では「ジョンスペ」という略称で呼ばれることも多い。

## 概要
ツインギターとドラムによる3人編成。低音域をブーストしたギターとリードギターを中心として構成されるそのスタイルは、後に多くのベースレス・バンドに影響を与えた。

## 来歴
1992年にアルバム『クリプト・スタイル』で日本デビュー。1994年のアルバム『オレンジ』で日本でもブレイクを果たし、1995年に初来日。1996年、アルバム『ナウ・アイ・ガット・ウォーリー』をリリース、1998年の『アクメ』で人気を確立した。2000年の第一回サマーソニックではヘッドライナーも務めた。
2004年『ダメージ』のリリースからバンド名を「ブルース・エクスプロージョン (Blues Explosion)」に改名したが、2012年の『ミート・アンド・ボーン』のリリースで再びジョン・スペンサー・ブルース・エクスプロージョンに戻している。
2015年、「Don’t Wanna Live Like the Dead」が、日本の映画『グラスホッパー』に挿入歌として書き下ろされる。この楽曲は劇中のアーティストの楽曲として提供された。
2017年、「Bellbottoms」が映画『ベイビー・ドライバー』に採用される。しかし、メンバーの体調不良により3人での活動はできなくなっていた。
2019年、ジョン・スペンサーはソロ・アルバムのプロモーションの一環としてインタビューに答え、上記の近況を語り、バンドは実質活動停止状態であること、今後の活動も見込めないと答えている。

## メンバー

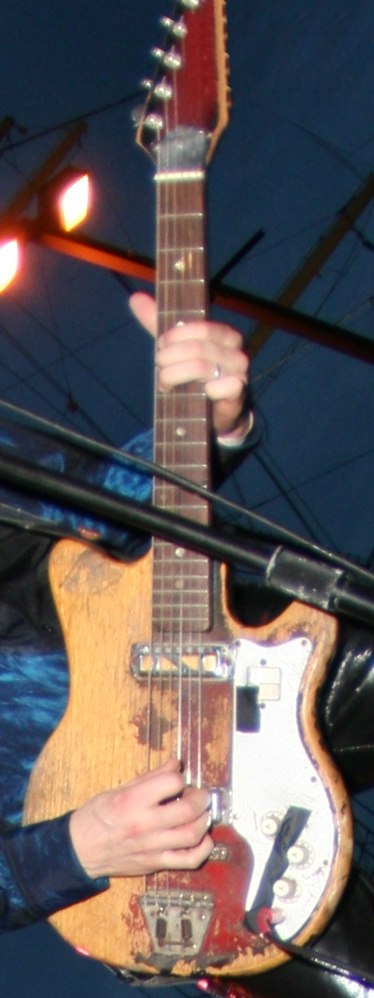
Zim-Gar EJ-2-T (1960年代) ジョン・スペンサーが演奏（2009年）

- ジョン・スペンサー (Jon Spencer) - ボーカル、ギター、テルミン

1965年2月5日ニューハンプシャー州生まれ、大学教授の父を持つ厳格な家庭に育つ。ブラウン大学中退。大学在学中にプッシー・ガロアなどいくつかのバンドを経て、ジョン・スペンサー・ブルース・エクスプロージョンを結成する。妻はボス・ホッグのボーカル、クリスティーナ・マルティネス (Cristina Martinez)。妹のマフィン・スペンサー (Muffin Spencer) は、Brassyに在籍。
ジョンが使用しているギター「Zim-Gar EJ-2-T」は、日本の楽器メーカー、フジゲンが1960年代に製作した輸出モデルである。元々は妻のクリスティーナが、自身で使用するために質屋で購入したもので、独特の音色をジョンが気に入り、使い続けている。「Zimgar」（アルバム『ミート・アンド・ボーン』に収録）という曲は、妻が買ってくれたギターへの愛を謳っている。
- ジュダ・バウワー (Judah Bauer) - ギター

1970年6月19日、ウィスコンシン州生まれ。一部楽曲ではメイン・ボーカルをとることもある、1996年より兄弟のドノヴァンとのユニット、20 Milesでも活躍し、キャット・パワー のバンドにも参加。フェンダー・テレキャスターを主に使用しているが、時にはフェンダー・ストラトキャスター等、他のギターを使うこともある。
- ラッセル・シミンズ (Russell Simins) - ドラム

1964年9月28日、ニューヨーク州生まれ、ハネムーン・キラーズを経てジョン・スペンサー・ブルース・エクスプロージョンのドラマーに。“人間ビートボックス”と呼ばれるラッセルはさまざまなアーティストと活動を行い、日本ではYUKIの楽曲の編曲（アルバム『PRISMIC』収録の「忘れる唄」）や、GRAPEVINEのリミックスなどに参加している。なかでもチボ・マットと、デザイナー/映画監督のマイク・ミルズと結成したバター08で数多くのファンを獲得。2000年にはソロ・アルバムを発表している。
食通で博多中洲の屋台で食べるラーメンを愛している。

## サイド・プロジェクト
- プッシー・ガロア (Pussy Galore)
- ボス・ホッグ (Boss Hog)
- ハネムーン・キラーズ (Honeymoon Killers)
- スペンサー・ディッキンソン (Spencer Dickinson)
- ヘヴィ・トラッシュ (Heavy Trash)
- 20 Miles
- キャット・パワー (Cat Power)
- バター08 (Butter 08)

## ディスコグラフィ

### スタジオ・アルバム
- A Reverse Willie Horton (1991年)
- 『クリプト・スタイル』 - Crypt Style (1992年)
- The Jon Spencer Blues Explosion (1992年)
- 『エクストラ・ウィドゥス』 - Extra Width (1993年)
- 『オレンジ』 - Orange (1994年)
- 『ナウ・アイ・ガット・ウォーリー』 - Now I Got Worry (1996年)
- 『アクメ』 - Acme (1998年)
- 『プラスティック・ファング』 - Plastic Fang (2002年)
- 『ダメージ』 - Damage (2004年)
- 『ミート・アンド・ボーン』 - Meat and Bone (2012年)
- 『フリーダム・タワー〜ノー・ウェーヴ・ダンス・パーティ 2015』 - Freedom Tower: No Wave Dance Party 2015 (2015年)

### ライブ・アルバム
- 『コントロヴァーシャル・ニグロ』 - Controversial Negro (1997年)

### EP、その他アルバム
- Mo' Width (1994年)
- 『エクスペリメンタル・リミキシーズ』 - Experimental Remixes (1995年)
- Sideways Soul: Dub Narcotic Sound System Meets The Jon Spencer Blues Explosion In A Dancehall Style (1999年)
- 『アクメ・プラス』 - Acme Plus (1999年)
- Xtra Acme USA (1999年)
- 『ウラ・アクメ』 - Ura-Acme (1999年)
- 『エクストラ・アクメ』 - Extra-Acme (1999年)
- 『ファング・プラスティーク』 - Fang Plastique (2002年)
- 『スナック・クラッカー』 - Snack Cracker (2005年)
- 『ジュークボックス・エクスプロージョン』 - Jukebox Explosion Rockin' Mid-90s Punkers (2007年)
- Dirty Shirt Rock 'n' Roll: The First Ten Years (2010年)
- 『ザ・ジョン・スペンサー・ブルース・エクスプロージョン VS ギターウルフ』 - Guitar Wolf Vs The Jon Spencer Blues Explosion (2013年) ※日本限定EP。特典DVDには下北沢シェルターでのライブ映像が収められている。

## 日本公演
- 1995年　初来日公演
  - 6月10 - 11日 渋谷CLUB QUATTRO、6月12日 心斎橋CLUB QUATTRO、6月13日 名古屋CLUB QUATTRO、6月14日 渋谷CLUB QUATTRO
- 1997年
  - 1月12日 渋谷CLUB QUATTRO、1月15日 心斎橋CLUB QUATTRO、1月17日 名古屋CLUB QUATTRO、1月20 - 21日 赤坂BLITZ、1月22日 新宿リキッドルーム
  - 8月30日 渋谷ON AIR EAST、9月1日 川崎CLUB CITTA、？月？日札幌PENNY LANE 24
- 1998年　プロモーション来日
  - 10月9日 渋谷屋根裏、10月10日 渋谷タワーレコード屋上
- 1999年
  - 2月16 - 18日 赤坂BLITZ、2月20日 福岡スカラエスパシオ、2月21日 大阪Zepp、2月24日 名古屋CLUB DIAMOND HALL、2月25日 松本市社会文化会館、2月26日 新潟フェイズ、2月28日 新宿リキッドルーム
  - 7月31日 FUJI ROCK FESTIVAL 新潟県苗場スキー場
- 2000年　SUMMER SONIC  第一回サマー・ソニックのヘッドライナーを務める。
  - 8月5日 東京 富士急ハイランドコニファーフォレスト、8月6日 大阪 WTCオープンエアスタジアム
- 2001年　ROCK IN JAPAN FESTIVAL
  - 8月3日 茨城県ひたちなか市国営ひたち海浜公園
- 2002年
  - 6月1日 大阪Zepp、6月2日 広島CLUB QUATTRO、6月5日 名古屋CLUB DIAMOND HALL、6月7 - 8日 東京Zepp、6月9日 川崎CLUB CITTA、6月11日 仙台Zepp、6月12日 札幌 Zepp
- 2003年
  - 8月1日 渋谷CLUB QUATTRO
  - SUMMER SONIC 8月2日 東京 幕張メッセ、8月3日 大阪 WTCオープンエアスタジアム
- 2004年
  - 7月14日 原宿アストロホール
  - 12月9日 横浜BLITZ、12月10日 大阪なんばHatch、12月11日 京都メトロ、12月13 - 14日 SHIBUYA-AX、12月15日 名古屋CLUB QUATTRO、12月16日 福岡ドラムロゴス、12月17日 広島CLUB QUATTRO
- 2011年　SUMMER SONIC
  - 8月13日 東京 幕張メッセ、8月14日 大阪 舞洲スポーツアイランド
- 2012年 8年ぶり単独公演
  - 11月17日 下北沢シェルター（w/ギターウルフ）、11月18日 恵比寿リキッドルーム（w/女王蜂）、11月19日 心斎橋MUSE（w/KING BROTHERS）
- 2013年　SUMMER SONIC
  - 8月10日 大阪 舞洲スポーツアイランド、8月11日 東京 幕張メッセ
- 2015年
  - SUMMER SONIC 8月15日 東京 幕張メッセ、8月16日 大阪 舞洲スポーツアイランド
  - 8月17日 大阪 AKASO (w/KING BROTHERS) 、8月18日 渋谷 CLUB QUATTRO (w/The Birthday)